# In League with Satan/Live Like an Angel
In League with Satan / Live like an Angel è il primo singolo pubblicato dal gruppo heavy metal britannico Venom ed è anche il primo materiale pubblicato dalla band in assoluto. Contiene due tracce, sul lato A In League with Satan e sul lato B Live Like an Angel [Die Like a Devil].
Quando il singolo uscì fece molto scalpore, alcuni si misero a ridere, altri ne rimasero affascinati, e ha avuto un enorme impatto nella musica metal nel corso degli anni a venire.

## Tracce
Lato A
1. In League with Satan - 03:28

Lato B
1. Live Like an Angel [Die Like a Devil] - 03:48

## Formazione
- Conrad "Cronos" Lant – voce, basso
- Jeffrey "Mantas" Dunn - chitarra
- Anthony "Abaddon" Bray - batteria